# Кућа у Ул. Жарка Зрењанина 106А
Кућа у Ул. Жарка Зрењанина 106А у Панчеву, подигнута је 30-их година 20. века и представља непокретно културно добро као споменик културе.
Кућа се налази на парцели коју је је 20. априла 1929. године купила „Прва панчевачка парна столарија и стругара” под управом браће Антоновића и других из Панчева. У кругу фабрике браћа Антоновић су изградила себи куће. У кући у улици Жарка Зрењанина 106а живели су до краја Другог светског рата Игњат и Стефан Антоновић. Фабрика је конфискована 18. јула 1945. године, а са њом и кућа. По изградњи нових радионица зграда поново постаје стамбена, а станови су дати на коришћење радницима, који су деведесетих година 20. века откупљени. 
Кућа је стамбена зграда са две стамбене јединице, приземље са поткровљем, са основом у облику латиничног слова „L”. Улаз у један стан је са уличне стране преко трема са стубовима и украсима од дрвета, а у други из дворишта. Зграда је зидана опеком старог формата у кречном малтеру са дрвеном међуспратном таваницом. Зидови поткровља су грађени бондручном конструкцијом. Кров је сложен, вишеводни, дрвене кровне конструкције покривен бибер црепом на задњој страни док је са предње стране фалцовани цреп. 
Улична фасада је малтерисана и богато украшена резбареним дрветом. У приземљу је трем са раскошно резбареном оградом и трианглом са змајевима, и тераса поткровља са дрвеним стубовима, оградом и резбареним венцем. Остале фасаде су једноставне, малтерисане са дрвеним опшивом стрехе. Прозори су дрвени двокрилни и трокрилни. Улазна врата су такође дрвена двокрилна. 
Поред историјских вредности везаних за развој индустрије у граду Панчеву, споменик културе поседује и архитектонске вредности. Има изузетно значајну грађевинску структуру са јединственом архитектуром, конструкционим и декоративним детаљима богато украшеним резбареним дрветом.